# Ministeriet för utrikes- och europeiska frågor
Ministeriet för utrikes- och europeiska frågor (kroatiska: Ministarstvo vanjskih i europskih poslova, akronym MVEP) är ett av den kroatiska regeringens ministerier. Det kroatiska utrikesministeriet ansvarar bland annat för Kroatiens förbindelser med utlandet och Europeiska unionen. Ministeriet leds av utrikesministern, i Kroatien officiellt kallad "ministern för utrikes frågor" (ministar vanjskih poslova). Utrikesministeriet har sitt säte i en byggnad vid Zrinjevac i Nedre staden i Zagreb. 
Sedan den 19 juli 2019 leds utrikesministeriet av Gordan Grlić Radman.

## Historik
Ministeriet för utrikes- och europeiska frågor skapades i samband med antagandet av Kroatiens författning den 31 maj 1990. Det har tidigare haft andra benämningar och då kallats för Utrikesministeriet (Ministarstvo vanjskih poslova) och Ministeriet för utrikes frågor och europeisk integration (Ministarstvo vanjskih poslova i europskih integracija). Under Ivica Račans regeringar (2000–2005) existerade förutom Utrikesministeriet även Ministeriet för europeisk integration (Ministarstvo europskih integracija). Under Ivo Sanaders regering år 2005 sammanfördes detta kortlivade ministerium men utrikesministeriet. 

## Kroatiens utrikesministrar
| Nr  | Namn | Namn                     | Tillträde        | Frånträde        | Dagar i tjänst | Politiskt parti |
| --- | ---- | ------------------------ | ---------------- | ---------------- | -------------- | --------------- |
| 1.  |      | Zdravko Mršić            | 30 maj 1990      | 8 november 1990  | 162            | HDZ             |
| 2.  |      | Frane Vinko Golem        | 8 november 1990  | 3 maj 1991       | 176            | HDZ             |
| 3.  |      | Davorin Rudolf           | 3 maj 1991       | 31 juli 1991     | 89             | HDZ             |
| 4.  |      | Zvonimir Šeparović       | 31 juli 1991     | 27 maj 1992      | 301            | HDZ             |
| 5.  |      | Zdenko Škrabalo          | 9 juni 1992      | 28 maj 1993      | 353            | HDZ             |
| 6.  |      | Mate Granić              | 28 maj 1993      | 27 januari 2000  | 2435           | HDZ             |
| 7.  |      | Tonino Picula            | 27 januari 2000  | 22 december 2003 | 1425           | SDP             |
| 8.  |      | Miomir Žužul             | 23 december 2003 | 17 februari 2005 | 422            | HDZ             |
| 9.  |      | Kolinda Grabar-Kitarović | 17 februari 2005 | 12 januari 2008  | 1059           | HDZ             |
| 10. |      | Gordan Jandroković       | 13 januari 2008  | 23 december 2011 | 1440           | HDZ             |
| 11. |      | Vesna Pusić              | 23 december 2011 | 22 januari 2016  | 1491           | HNS             |
| 12. |      | Miro Kovač               | 22 januari 2016  | 19 oktober 2016  | 271            | HDZ             |
| 13. |      | Davor Ivo Stier          | 19 oktober 2016  | 19 juni 2017     | 243            | HDZ             |
| 14. |      | Marija Pejčinović Burić  | 19 juni 2017     | 19 juli 2019     | 760            | HDZ             |
| 15. |      | Gordan Grlić Radman      | 19 juli 2019     | innehar ämbetet  | 2070           | HDZ             |

Källa: MVPE.hr (engelska)

## Europeiska integrationsministrar
| Nr | Namn | Namn                     | Tillträde         | Frånträde        | Dagar i tjänst | Politiskt parti |
| -- | ---- | ------------------------ | ----------------- | ---------------- | -------------- | --------------- |
| 1. |      | Ljerka Mintas-Hodak      | 3 april 1998      | 27 januari 2000  | 664            | HDZ             |
| 2. |      | Ivan Jakovčić            | 27 januari 2000   | 21 juni 2001     | 511            | IDS             |
| 3. |      | Neven Mimica             | 28 september 2001 | 23 december 2003 | 816            | SDP             |
| 4. |      | Kolinda Grabar-Kitarović | 23 december 2003  | 16 februari 2005 | 421            | HDZ             |